# Американський тарган
Американський тарган (Periplaneta americana) є найбільшим видом звичайних тарганів і часто вважається шкідником. У деяких регіонах США він відомий як водяний клоп, хоча це не справжній водяний клоп, оскільки він не водний. Він також відомий як корабельний тарган, какерлак і бомбейська канарейка. Його часто помилково ідентифікують як клопа пальметто.
Незважаючи на свою назву, американські таргани походять з Африки та Близького Сходу. Вважається, що вони були завезені в Америку лише з 17 століття нашої ери в результаті людської комерційної діяльності, включаючи трансатлантичну работоргівлю.

## Поширення
Незважаючи на назву, жоден із видів Periplaneta не є корінним для Америки; американський тарган був завезений на територію сучасної території Сполучених Штатів з Африки ще в 1625 році. Зараз вони поширені в тропічному кліматі, оскільки людська діяльність розширила ареал проживання комах, і вони практично космополітичні в результаті глобальної торгівлі.

## Біологія

### Характеристики
З усіх поширених видів тарганів американський тарган має найбільший розмір тіла; перед метаморфозом линяє 6–14 разів (здебільшого 13 разів); і має найдовший життєвий цикл, приблизно до 700 днів.
Американський тарган має середню довжину близько 4 см (1,6 дюйм) і близько 7 мм (0,28 дюйм) висоти. Вони червонувато-коричневі та мають жовтуватий край на переднеспинці, ділянці тіла позаду голови. Статевозрілі таргани нагадують дорослих, за винятком того, що вони безкрилі.
Тарган розділений на три частини; тіло сплощене, широкоовальне, голову охоплює щиткоподібна переднеспинка. Переднеспинка — це пластинчаста структура, яка повністю або частково покриває дорсальну поверхню грудей деяких комах. У них також є частини рота для жування, довгі сегментовані вусики та шкірясті передні крила з ніжними задніми крилами. Третій відділ таргана — черевце.
Комаха може швидко пересуватися, часто зникаючи з поля зору, коли відчувається загроза, і може проникати в невеликі щілини та під двері, незважаючи на досить великий розмір. Вважається одними з найбільш швидкобігаючих комах.
Зареєстровано рекордну швидкість американського таргана — 5,4 км/год (3,4 миля/год), приблизно 50 довжин тіла за секунду, що можна порівняти зі швидкістю людини, що біжить зі швидкістю 330 км/год (210 миля/год).
Він має пару великих складних очей, кожне з яких має понад 3500 окремих лінз (омматідій, шестикутних отворів, які забезпечують своєрідний зір, відомий як мозаїчний зір, з більшою чутливістю, але меншою роздільною здатністю, поширений у нічних тварин і комах, тому називається нічним зором). Це дуже активна нічна комаха, яка цурається світла.
Німфи американських тарганів здатні до регенерації кінцівок.

### Морфологія
Американський тарган демонструє характерну морфологію комахи з його тілом, що містить голову, тулуб і черевце. Тулуб, або грудна клітка, ділиться на передньогрудь, середньогрудь і заднегрудь. Кожен грудний сегмент дає початок парі ходильних відростків (відомих як рухові ноги). Тарган має дві пари крил. Передні крила, відомі як надкрила, виходять із середньогруді, темні й непрозорі. Задні крила відходять від заднегрудей і використовуються в польоті, хоча таргани рідко вдаються до польоту. Черевце ділиться на 10 сегментів, кожен з яких оточений хітиновими пластинками екзоскелета, які називаються склеритами, включаючи дорсальні тергіти, вентральні стерніти та бічні плеврити.

### Життєвий цикл
Американські таргани мають три стадії розвитку: яйце, німфа і доросла особина. Самки виробляють яєчну коробку (оотеку), яка виступає з кінчика черевця. У середньому самки виробляють 9-10 оотек, хоча іноді вони можуть виробляти до 90. Приблизно через два дні ящики з яйцями розміщують на поверхні в безпечному місці. Яйцекладки близько 0,9 см (0,35 дюйм) довгі, коричневі і кисетні. Незрілі таргани з’являються з яєць через 6–8 тижнів і потребують 6–12 місяців для дозрівання. Після вилуплення німфи харчуються і проходять серію з 13 линьок (або лущення). Дорослі таргани можуть прожити додатковий рік, протягом якого самки приносять в середньому 150 дитинчат. Репродуктивний цикл американського таргана може тривати до 600 днів; він здатний до розмноження через факультативний партеногенез.

### Генетика
Геном американського таргана є другим за величиною геномом комах після Locusta migratoria. Близько 60% його геному складається з повторюваних елементів. Близько 90% геному можна знайти в інших представників Blattodea. Геном кодує велику кількість сімейств хеморецепторів, включаючи 522 рецептори смаку та 154 рецептори нюху. 522 рецептори смаку складають найбільшу кількість серед комах, геноми яких були секвеновані. Близько 329 смакових рецепторів беруть участь у сприйнятті гіркого смаку. Вважається, що ці риси, разом із розширеними групами генів, пов’язаних з детоксикацією, імунною системою, ростом і розмноженням, є частиною причин здатності тарганів адаптуватися до середовища проживання людини.

### Дієта
Американські таргани є всеїдними та умовно-патогенними тваринами, які харчуються такими матеріалами, як сир, пиво, чай, шкіра, хлібобулочні вироби, крохмаль у палітурках книг, рукописи, клей, волосся, лусочки сухої шкіри, мертві тварини, рослинні матеріали, забруднений одяг та глянцевий папір з крохмальною проклейкою. Вони особливо люблять ферментувати їжу. Також було помічено, що вони харчуються мертвими або пораненими тарганами свого чи іншого виду.

### Здатність літати
У незрілій стадії (німфа) американські таргани безкрилі і нездатні до польоту. Дорослі особини мають крила і можуть літати на короткі відстані, якщо вони злітають з високого місця, наприклад, дерева, вони можуть пролетіти деяку відстань. Однак, незважаючи на свою здатність робити це, американські таргани не часто літають. Вони можуть дуже швидко бігати, і, злякавшись, ці комахи частіше втікають пішки.

## Середовище проживання
Американські таргани зазвичай живуть у вологих місцях, але можуть вижити і в сухих місцях, якщо вони мають доступ до води. Вони віддають перевагу високим температурам близько 29 °C (84 °F)   і не переносять низьких температур. Ці таргани мешкають в підвалах, лазнях, тріщинах і щілинах під’їздів, фундаментів і доріжок, що примикають до будівель. У житлових районах за межами тропіків ці таргани живуть у підвалах і каналізаціях і можуть переміщатися на вулицю у двори в теплу погоду.

## Відносини з людьми

### Ризик для людини
Неприємні виділення, які виробляють американські таргани, можуть змінити смак їжі. Крім того, якщо популяція тарганів висока, може бути сильна концентрація пахучого секрету. Таргани можуть підхоплювати хвороботворні бактерії, такі як сальмонела, на своїх ніжках, а потім відкладати їх на харчових продуктах і викликати харчове отруєння або інфекцію, якщо вони мають доступ до їжі. Домашній пил, що містить фекалії та частини тіла тарганів, може спровокувати алергічні реакції та астму у деяких людей.

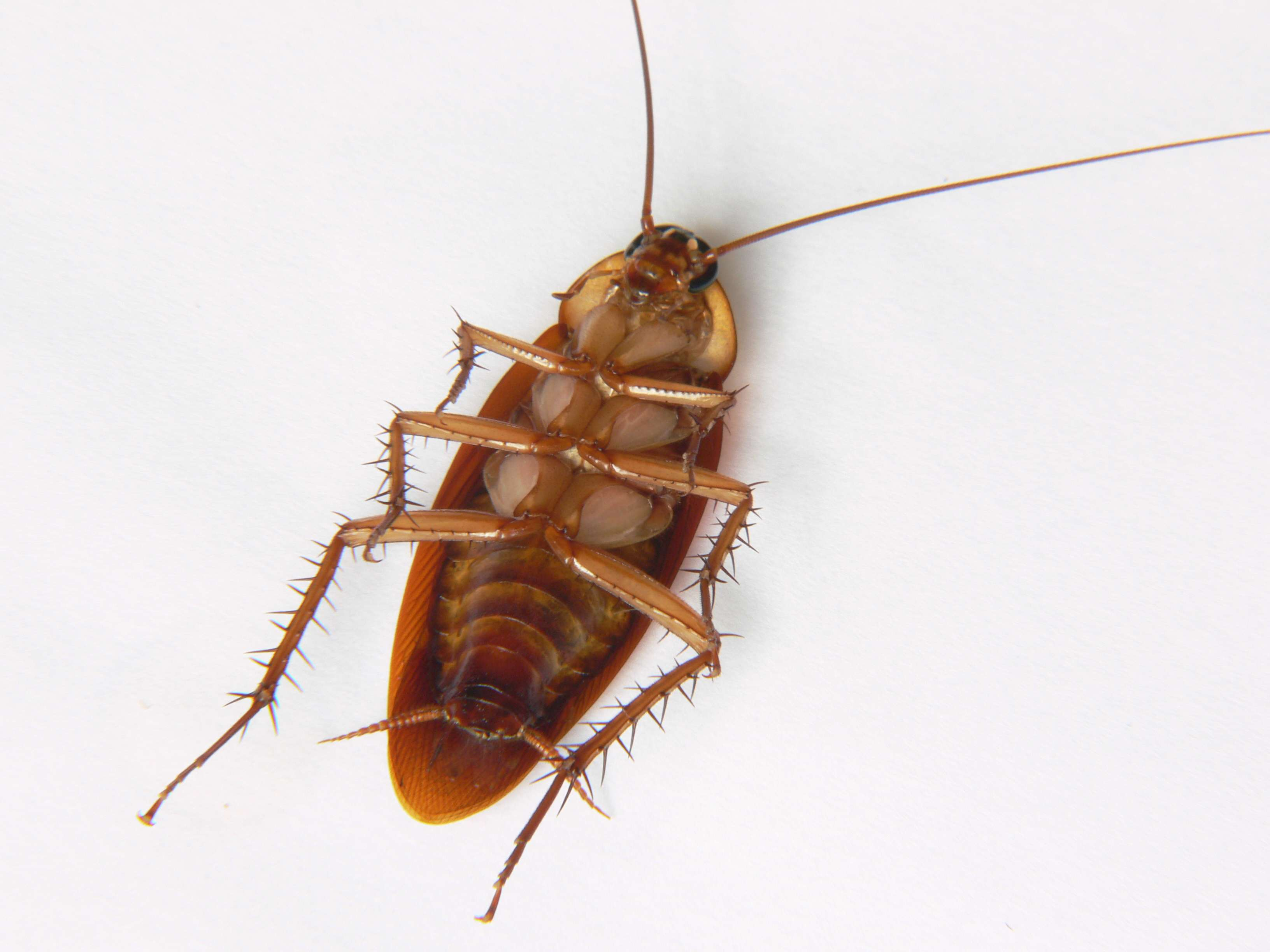
Нижня сторона Американського таргана

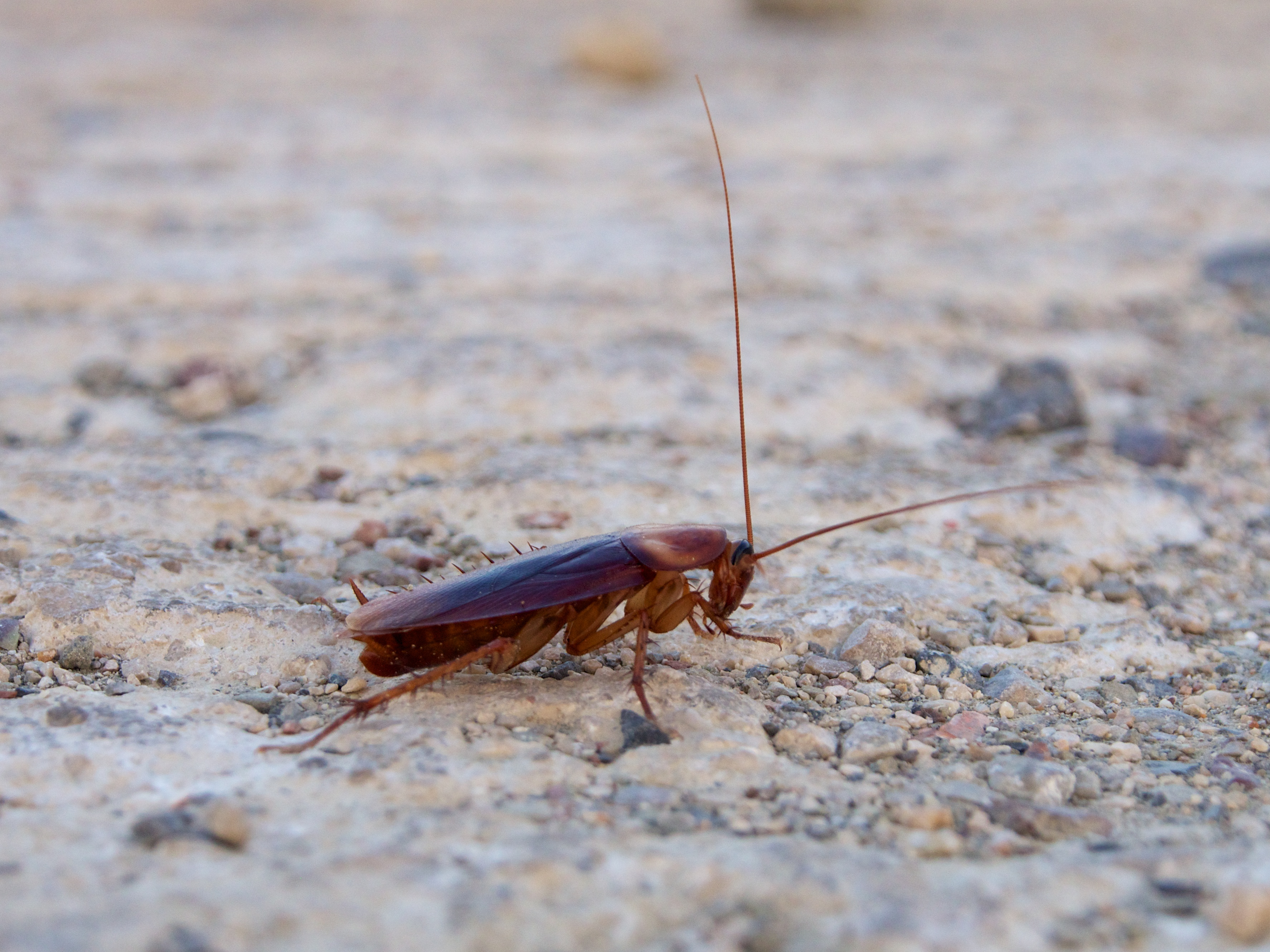
Американський тарган, вид збоку

### Боротьба зі шкідниками

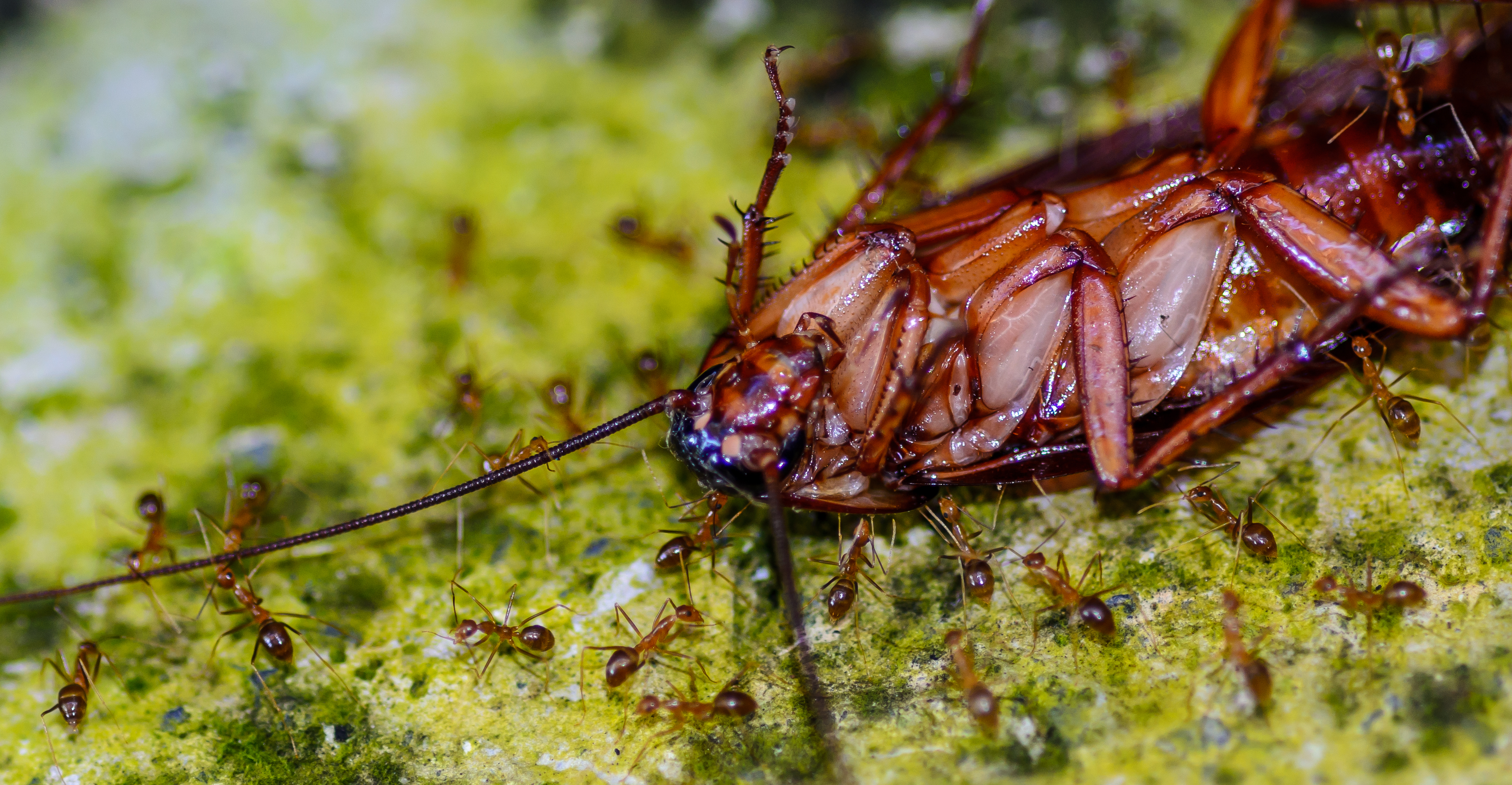
Anoplolepis gracilipes (жовті божевільні мурахи) переміщують мертвого американського таргана до свого гнізда в Понпеї, Мікронезія

У холодному кліматі ці таргани можуть переміщатися в приміщення, шукаючи теплішого середовища та їжі. Таргани можуть проникати в будинки через каналізаційні труби, під дверима, навколо сантехніки, повітроводів або інших отворів у фундаменті. Популяцію тарганів можна контролювати за допомогою інсектицидів. Ще один спосіб запобігти зараженню тарганами — ретельно перевірити будь-який матеріал, який потрапляє всередину приміщення. Таргани та кладки яєць можуть ховатися на меблях, у коробках, валізах, пакетах для продуктів тощо.

### Використання в традиційній китайській медицині
Американський тарган використовувався як інгредієнт у традиційній китайській медицині. У Китаї етаноловий екстракт американського таргана kang fu xin ye використовується як препарат для загоєння ран і відновлення тканин.